# Acacia umbraculiformis
Acacia umbraculiformis är en ärtväxtart som beskrevs av Bruce R. Maslin och Buscumb. Acacia umbraculiformis ingår i släktet akacior, och familjen ärtväxter. Inga underarter finns listade i Catalogue of Life.